# Christopher Coyne
Christopher James Coyne (ur. 17 czerwca 1958 w Woburn, Massachusetts) – amerykański duchowny katolicki, biskup diecezjalny Burlington w latach 2014–2023, arcybiskup koadiutor Hartford w latach 2023–2024, arcybiskup metropolita Hartford od 2024.

## Życiorys
Jest jednym z siódemki rodzeństwa. Święcenia kapłańskie otrzymał 7 czerwca 1986 roku z rąk kardynała Bernarda Law. Podjął dalsze studia w St. John’s Seminary w Brighton, a także w Rzymie w Pontyfikalnym Instytucie Liturgicznym, gdzie uzyskał doktorat z liturgiki. Jako wykładowca liturgiki i homiletyki pracował na swej alma mater w Brighton. Oprócz tego był dyrektorem Wydziału ds. Kultu Bożego, a także Biura ds. Komunikacji i rzecznikiem prasowym archidiecezji Boston. Przez cztery lata sprawował też funkcję proboszcza parafii w Westwood.
14 stycznia 2011 otrzymał nominację na pomocniczego biskupa Indianapolis ze stolicą tytularną Mopta. Sakry udzielił mu abp Daniel Buechlein OSB, metropolita Indianapolis. Z powodu coraz słabszego stanu zdrowia zwierzchnika archidiecezji przejął on wkrótce większość obowiązków, szczególnie szafowanie sakramentami i inne funkcje reprezentacyjne i liturgiczne. 21 września 2011 papież oficjalnie przyjął rezygnację abpa Buechleina z powodu stanu zdrowia. Od tego dnia, aż do wyboru jego następcy, Benedykt XVI powierzył bp. Coyne'owi funkcję administratora apostolskiego archidiecezji Indianapolis.
22 grudnia 2014 papież Franciszek mianował go ordynariuszem diecezji Burlington. Ingres odbył 29 stycznia 2015.
26 czerwca 2023 tenże sam papież przeniósł go na urząd arcybiskupa koadiutora Hartford. 1 maja 2024, po rezygnacji abpa Leonarda Blaira, objął urząd arcybiskupa metropolity.